# 五大连池湖

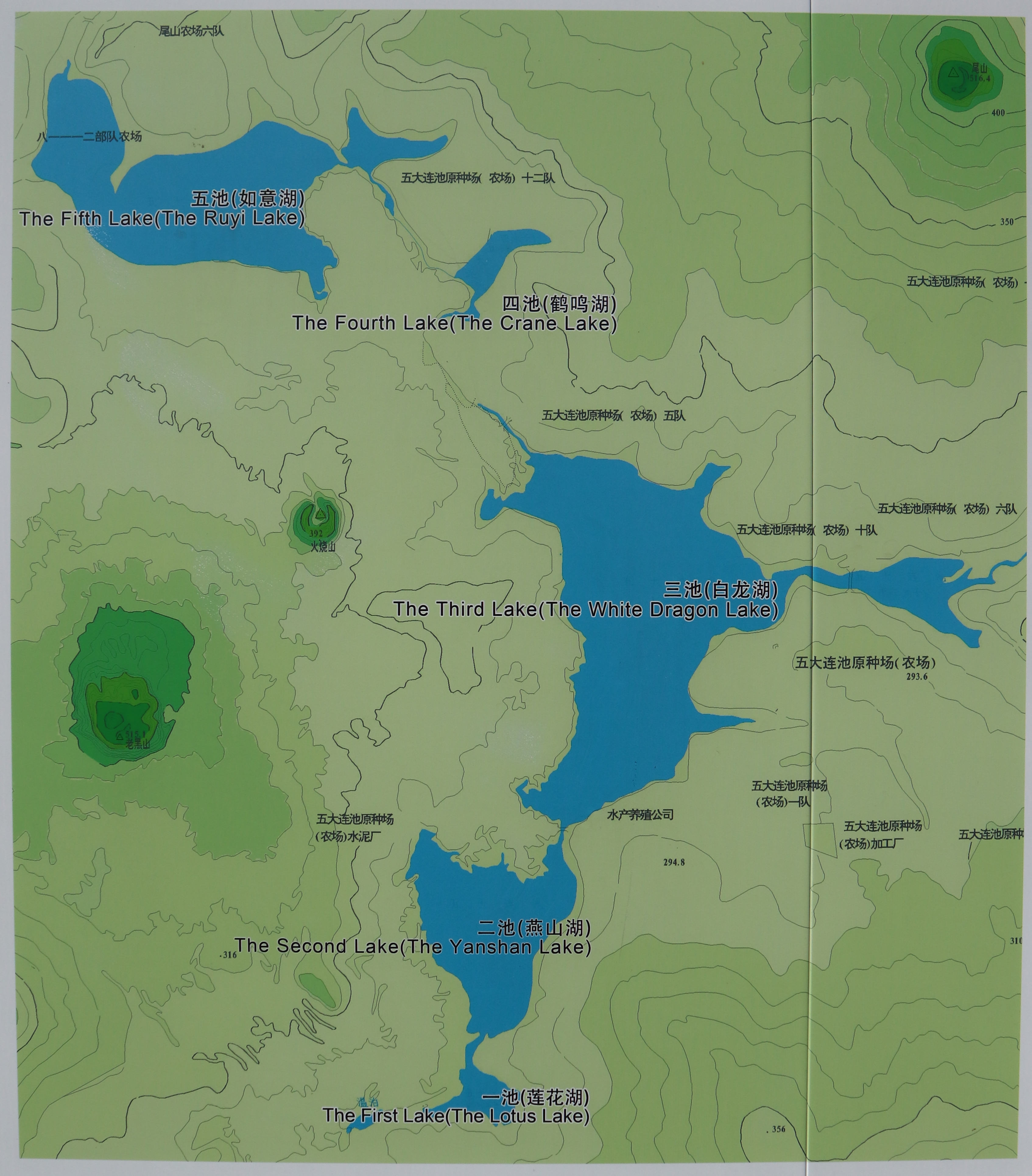
五大连池湖的地圖

五大连池湖位于黑龙江省五大连池市境内，属于五大连池风景区范围。指五个首尾相连的火山堰塞湖，包括头池、二池、三池、四池和五池（也有说法认为，“五大连池”的名称来自于满语“乌德林池”，指的是五大连池由原有的乌德林河所形成，而与“五池相连”的地貌无关）。湖水主要呈现棕、绿、黄等颜色，而每一池的水色都不尽相同。湖水终年不涸，有苍鹭、丹顶鹤等珍奇禽类。湖的形成源自1719年至1721年发生于此地的火山爆发，当时火山岩浆堵塞黑龙江流域讷谟尔河的一条支流而形成。

## 参看
- 五大连池世界地质公园
- 五大连池市
- 五大连池火山群